# دژو نواک
دژو نواک (مجاری: Novák Dezső; ۳ فوریهٔ ۱۹۳۹ – ۲۶ فوریهٔ ۲۰۱۴) بازیکن فوتبال اهل مجارستان بود.
از باشگاه‌هایی که در آن بازی کرده‌است می‌توان به باشگاه فوتبال فرنتس‌واروش اشاره کرد.
وی همچنین در تیم ملی فوتبال مجارستان بازی کرده‌است.
وی در مسابقات کشوری و بین‌المللی در مجموع برندهٔ ۲ مدال طلا، ۱ مدال برنز شده‌است.